# ФК Партизан сезона 2017/18.
ФК Партизан сезона 2017/18. обухвата све резултате и остале информације везане за наступ Партизана у сезони 2017/18.

## Играчи

### Тренутни састав
| Број      | Име и презиме      | Националност | Позиција                          | Датум рођења        | Дошао   | Дошао из          | Напомене         |
| Голмани   | Голмани            | Голмани      | Голмани                           | Голмани             | Голмани | Голмани           | Голмани          |
| --------- | ------------------ | ------------ | --------------------------------- | ------------------- | ------- | ----------------- | ---------------- |
| 41        | Александар Поповић | Србија       | Голман                            | 29. септембар 1999. | 2018.   | Телеоптик         |                  |
| 61        | Марко Јовичић      | Србија       | Голман                            | 2. фебруар 1995.    | 2016.   | Телеоптик         |                  |
| 88        | Владимир Стојковић | Србија       | Голман                            | 28. јул 1984.       | 2017    | Нотингем форест   |                  |
| Одбрана   |                    |              |                                   |                     |         |                   |                  |
| 2         | Лука Цуцин         | Србија       | Десни бек                         | 24. новембар 1998.  | 2018.   | Телеоптик         |                  |
| 4         | Мирослав Вулићевић | Србија       | Десни бек                         | 29. мај 1985.       | 2013.   | Војводина         | Заменик капитена |
| 5         | Страхиња Бошњак    | Србија       | Штопер                            | 18. фебруар 1999.   | 2016.   | Млађе категорије  |                  |
| 15        | Светозар Марковић  | Србија       | Штопер                            | 23. март 2000.      | 2017.   | Млађе категорије  |                  |
| 23        | Бојан Остојић      | Србија       | Штопер                            | 12. фебруар 1984.   | 2016.   | Чукарички         |                  |
| 26        | Немања Г. Милетић  | Србија       | Леви бек                          | 26. јул 1991.       | 2016.   | Јавор Ивањица     |                  |
| 30        | Милан Митровић     | Србија       | Штопер                            | 2. јул 1988.        | 2017.   | Мерсин            |                  |
| 33        | Немања Антонов     | Србија       | Леви бек                          | 6. мај 1995.        | 2017.   | Грасхопер         | На позајмици     |
| 72        | Слободан Урошевић  | Србија       | Леви бек                          | 15. април 1994.     | 2018.   | Напредак Крушевац |                  |
| 73        | Немања Р. Милетић  | Србија       | Штопер / десни бек                | 16. јануар 1991.    | 2017.   | Вестерло          |                  |
| Везни ред |                    |              |                                   |                     |         |                   |                  |
| 7         | Зоран Тошић        | Србија       | Десно / лево крило                | 28. април 1987.     | 2017.   | ЦСКА Москва       |                  |
| 10        | Марко Јанковић     | Црна Гора    | Десно крило                       | 9. јул 1995.        | 2017.   | Олимпијакос       |                  |
| 14        | Јуриј Вакулко      | Украјина     | Дефанзивни везни                  | 10. новембар 1997.  | 2018.   | Дњипро            |                  |
| 16        | Саша Здјелар       | Србија       | Дефанзивни везни                  | 20. март 1995.      | 2018.   | Олимпијакос       | На позајмици     |
| 20        | Сејдуба Сума       | Гвинеја      | Офанзивни везни                   | 11. јул 1991.       | 2017.   | Слован Братислава |                  |
| 21        | Марко Јевтовић     | Србија       | Дефанзивни везни                  | 24. јул 1993.       | 2015.   | Нови Пазар        |                  |
| 22        | Саша Илић          | Србија       | Централни везни / офанзивни везни | 30. децембар 1977.  | 2010.   | Ред бул Салцбург  | Капитен          |
| 27        | Небојша Косовић    | Црна Гора    | Централни везни / офанзивни везни | 24. фебруар 1995.   | 2015.   | Стандард Лијеж    |                  |
| 44        | Армин Ђерлек       | Србија       | Офанзивни везни                   | 15. јул 2000.       | 2018.   | ОФК Београд       |                  |
| 55        | Данило Пантић      | Србија       | Лево крило / офанзивни везни      | 26. октобар 1996.   | 2017.   | Челси             | На позајмици     |
| 90        | Страхиња Јовановић | Србија       | Офанзивни везни                   | 1. јун 1999.        | 2018.   | Телеоптик         |                  |
| Нападачи  |                    |              |                                   |                     |         |                   |                  |
| 3         | Леандре Тавамба    | Камерун      | Нападач                           | 20. децембар 1989.  | 2016.   | Каират            |                  |
| 8         | Владимир Ђилас     | Србија       | Нападач                           | 3. март 1983.       | 2016.   | Борац Бања Лука   |                  |
| 18        | Ђорђе Ивановић     | Србија       | Нападач                           | 20. новембар 1995.  | 2018.   | Спартак Суботица  |                  |
| 51        | Огњен Ожеговић     | Србија       | Нападач                           | 6. јун 1994.        | 2017.   | Чукарички         |                  |
| 99        | Ђорђе Јовановић    | Србија       | Нападач                           | 15. фебруар 1999.   | 2016.   | Млађе категорије  |                  |

## Трансфери

### Дошли
| Датум            | Позиција           | Име и презиме      | Претходни клуб    | Извор  |
| ---------------- | ------------------ | ------------------ | ----------------- | ------ |
| 17. јун 2017.    | Везни              | Данило Пантић      | Челси             | [ 1 ]  |
| 29. јун 2017.    | Штопер / десни бек | Немања Р. Милетић  | Вестерло          | [ 2 ]  |
| 18. јул 2017.    | Везни              | Сејдуба Сума       | Слован Братислава | [ 3 ]  |
| 12. август 2017. | Нападач            | Теофилус Соломон   | Ријека            | [ 4 ]  |
| 15. август 2017. | Голман             | Владимир Стојковић | Нотингем форест   | [ 5 ]  |
| 28. август 2017. | Крило              | Зоран Тошић        | ЦСКА Москва       | [ 6 ]  |
| 29. август 2017. | Штопер             | Милан Митровић     | Мерсин            | [ 7 ]  |
| 30. август 2017. | Леви бек           | Немања Антонов     | Грасхопер         | [ 8 ]  |
| 31. август 2017. | Нападач            | Огњен Ожеговић     | Чукарички         | [ 9 ]  |
| 11. јануар 2018. | Леви бек           | Слободан Урошевић  | Напредак Крушевац | [ 10 ] |
| 23. јануар 2018. | Нападач            | Ђорђе Ивановић     | Спартак Суботица  | [ 11 ] |
| 24. јануар 2018. | Везни              | Јуриј Вакулко      | Дњипро            | [ 12 ] |
| 30. јануар 2018. | Везни              | Саша Здјелар       | Олимпијакос       | [ 13 ] |
| 1. фебруар 2018. | Везни              | Драман Салу        | Салитас           | [ 14 ] |

### Отишли
| Датум              | Позиција | Име и презиме     | Одлази у       | Извор  |
| ------------------ | -------- | ----------------- | -------------- | ------ |
| 3. јун 2017.       | Штопер   | Никола Миленковић | Фјорентина     | [ 15 ] |
| 10. јул 2017.      | Крило    | Марко Голубовић   | Раднички Ниш   | [ 16 ] |
| 26. јул 2017.      | Нападач  | Милош Кукољ       | Динамо Панчево |        |
| 28. јул 2017.      | Крило    | Немања Михајловић | Херенвен       | [ 17 ] |
| 28. јул 2017.      | Леви бек | Александар Субић  | Раднички Ниш   |        |
| 3. август 2017.    | Крило    | Леонардо          | Ал Ахли        | [ 18 ] |
| 23. август 2017.   | Везни    | Иван Петровић     | Брежице        | [ 19 ] |
| 30. август 2017.   | Нападач  | Урош Ђурђевић     | Олимпијакос    | [ 20 ] |
| 7. септембар 2017. | Нападач  | Владимир Ђилас    | Телеоптик      | [ 21 ] |
| 27. децембар 2017. | Леви бек | Мухамед ел Мунир  | Орландо Сити   | [ 22 ] |
| 29. децембар 2017. | Крило    | Ален Стевановић   | Шонан Белмаре  | [ 23 ] |
| 30. децембар 2017. | Голман   | Филип Кљајић      | Платанијас     | [ 24 ] |
| 2. јануар 2018.    | Везни    | Петар Ђуричковић  | Шкода Ксанти   | [ 25 ] |
| 10. јануар 2018.   | Крило    | Теофилус Соломон  | Ријека         | [ 26 ] |
| 19. јануар 2018.   | Везни    | Евертон Луиз      | СПАЛ           | [ 27 ] |
| 23. јануар 2018.   | Штопер   | Лазар Ћирковић    | Луцерн         | [ 28 ] |
| 25. јануар 2018.   | Голман   | Немања Стевановић | Рад            | [ 29 ] |
| 25. јануар 2018.   | Везни    | Вељко Бирманчевић | Рад            | [ 29 ] |
| 12. фебруар 2018.  | Голман   | Ђорђе Лазовић     | Раднички Ниш   |        |
| 22. фебруар 2018.  | Нападач  | Душан Влаховић    | Фјорентина     |        |
| 27. фебруар 2018.  | Везни    | Милан Радин       | Актобе         | [ 30 ] |
| 27. фебруар 2018.  | Везни    | Саша Марјановић   | Актобе         | [ 31 ] |

## Резултати
| Датум               | Место                 | Гледалаца | Противник           | Резултат | Стрелци за Партизан                                                         | Такмичење                      |
| 11. јул 2017.       | Београд, Србија       | 20.530    | Будућност Подгорица | 2:0      | Ђурђевић (53. пен.) Леонардо (63.)                                          | Квалификације за Лигу шампиона |
| 18. јул 2017.       | Подгорица, Црна Гора  | 9.153     | Будућност Подгорица | 0:0      |                                                                             | Квалификације за Лигу шампиона |
| 22. јул 2017.       | Београд, Србија       | 4.000     | Мачва Шабац         | 6:1      | Косовић (8.) Тавамба (16, 68.) Пантић (20.) Ђурђевић (35.) Михајловић (85.) | Суперлига                      |
| 25. јул 2017.       | Београд, Србија       | 24.658    | Олимпијакос         | 1:3      | Тавамба (11.)                                                               | Квалификације за Лигу шампиона |
| 29. јул 2017.       | Београд, Србија       | 4.000     | Јавор               | 2:1      | Ђурђевић (7.) Сума (85.)                                                    | Суперлига                      |
| 2. август 2017.     | Пиреј, Грчка          | 23.854    | Олимпијакос         | 2:2      | Сума (33.) Ђурђевић (85.)                                                   | Квалификације за Лигу шампиона |
| 6. август 2017.     | Суботица, Србија      | 5.000     | Спартак Суботица    | 1:0      | Тавамба (30.)                                                               | Суперлига                      |
| 9. август 2017.     | Београд, Србија       | 4.000     | Вождовац            | 1:3      | Ђурђевић (7. пен.)                                                          | Суперлига                      |
| 13. август 2017.    | Нови Сад, Србија      | 7.000     | Војводина           | 1:0      | Остојић (89.)                                                               | Суперлига                      |
| 18. август 2017.    | Београд, Србија       | -         | Видеотон            | 0:0      |                                                                             | Квалификације за лигу Европе   |
| 24. август 2017.    | Фелшут, Мађарска      | 3.485     | Видеотон            | 4:0      | Тавамба (6.) Сума (24.) Ђурђевић (35, 87.)                                  | Квалификације за лигу Европе   |
| 27. август 2017.    | Београд, Србија       | 33.000    | Црвена звезда       | 0:0      |                                                                             | Суперлига                      |
| 9. септембар 2017.  | Београд, Србија       | 5.000     | Младост Лучани      | 3:0      | Н. Г. Милетић (53.) Пантић (62.) Тавамба (70.)                              | Суперлига                      |
| 14. септембар 2017. | Берн, Швајцарска      | 13.004    | Јанг Бојс           | 1:1      | Јанковић (11.)                                                              | Лига Европе                    |
| 17. септембар 2017. | Београд, Србија       | 3.000     | Раднички Ниш        | 3:1      | Тошић (32.) Јанковић (45+1.) Ожеговић (72.)                                 | Суперлига                      |
| 20. септембар 2017. | Београд, Србија       | 2.000     | Напредак Крушевац   | 1:1      | Евертон (90+6.)                                                             | Суперлига                      |
| 24. септембар 2017. | Београд, Србија       | 1.500     | Рад                 | 4:2      | Ожеговић (15.) Митровић (28.) Јовановић (79.) Тавамба (88.)                 | Суперлига                      |
| 28. септембар 2017. | Београд, Србија       | -         | Динамо Кијев        | 2:3      | Ожеговић (34.) Тавамба (42.)                                                | Лига Европе                    |
| 1. октобар 2017.    | Београд, Србија       | 3.000     | Чукарички           | 0:0      |                                                                             | Суперлига                      |
| 11. октобар 2017.   | Бољевац, Србија       | 5.000     | Ртањ                | 3:0      | Тавамба (35.) Јевтовић (70. пен.) Ожеговић (79.)                            | Куп Србије                     |
| 15. октобар 2017.   | Сурдулица, Србија     | 3.000     | Радник Сурдулица    | 2:0      | Сума (19. пен.) Тошић (89. пен.)                                            | Суперлига                      |
| 19. октобар 2017.   | Елбасан, Албанија     | 6.300     | Скендербег          | 0:0      |                                                                             | Лига Европе                    |
| 22. октобар 2017.   | Београд, Србија       | 2.400     | Бачка               | 3:1      | Јевтовић (7. пен.) Ожеговић (14.) Тавамба (90+2.)                           | Суперлига                      |
| 25. октобар 2017.   | Земун, Србија         | 2.500     | Земун               | 3:1      | Митровић (25.) Ожеговић (86.) Јевтовић (90. пен.)                           | Суперлига                      |
| 29. октобар 2017.   | Чачак, Србија         | 1.000     | Борац Чачак         | 2:1      | Тавамба (59.) Тошић (90+6.)                                                 | Суперлига                      |
| 2. новембар 2017.   | Београд, Србија       | 12.659    | Скендербег          | 2:0      | Тошић (39.) Тавамба (66.)                                                   | Лига Европе                    |
| 5. новембар 2017.   | Шабац, Србија         | 8.000     | Мачва Шабац         | 3:1      | Тавамба (54.) Илић (85. пен.) Јовановић (89.)                               | Суперлига                      |
| 15. новембар 2017.  | Београд, Србија       | 1.000     | Рад                 | 3:0      | Тошић (61, 68.) Јанковић (80.)                                              | Куп Србије                     |
| 19. новембар 2017.  | Ивањица, Србија       | 1.000     | Јавор               | 2:0      | Јанковић (9, 37.)                                                           | Суперлига                      |
| 23. новембар 2017.  | Београд, Србија       | 20.568    | Јанг Бојс           | 2:1      | Тавамба (12.) Ожеговић (53.)                                                | Лига Европе                    |
| 26. новембар 2017.  | Београд, Србија       | 2.000     | Спартак Суботица    | 1:1      | Тошић (48.)                                                                 | Суперлига                      |
| 29. новембар 2017.  | Београд, Србија       | 1.100     | Вождовац            | 1:0      | Тошић (26.)                                                                 | Суперлига                      |
| 3. децембар 2017.   | Београд, Србија       | 3.000     | Војводина           | 1:1      | Тошић (48.)                                                                 | Суперлига                      |
| 7. децембар 2017.   | Кијев, Украјина       | 14.678    | Динамо Кијев        | 1:4      | Јевтовић (45+4. пен.)                                                       | Лига Европе                    |
| 10. децембар 2017.  | Крушевац, Србија      | 3.000     | Напредак Крушевац   | 1:2      | Јевтовић (60. пен.)                                                         | Суперлига                      |
| 13. децембар 2017.  | Београд, Србија       | 14.874    | Црвена звезда       | 1:1      | Сума (61. пен.)                                                             | Суперлига                      |
| 15. фебруар 2018.   | Београд, Србија       | 17.165    | Викторија Плзењ     | 1:1      | Тавамба (58.)                                                               | Лига Европе                    |
| 18. фебруар 2018.   | Лучани, Србија        | 2.000     | Младост Лучани      | 2:1      | Јевтовић (86.) Шатара (89.) (а.г.)                                          | Суперлига                      |
| 22. фебруар 2018.   | Плзењ, Чешка          | 10.185    | Викторија Плзењ     | 0:2      |                                                                             | Лига Европе                    |
| 24. фебруар 2018.   | Београд, Србија       | 0         | Земун               | 1:1      | Здјелар (90+4.)                                                             | Суперлига                      |
| 3. март 2018.       | Ниш, Србија           | 3.500     | Раднички Ниш        | 0:1      |                                                                             | Суперлига                      |
| 7. март 2018.       | Београд, Србија       | 0         | Рад                 | 3:1      | Тошић (17.) Здјелар (70.) Тавамба (88.)                                     | Суперлига                      |
| 11. март 2018.      | Београд, Србија       | 2.500     | Чукарички           | 2:0      | Тавамба (20.) Ожеговић (23.)                                                | Суперлига                      |
| 14. март 2018.      | Ивањица, Србија       | 1.500     | Јавор               | 2:0      | Ожеговић (65.) Н. Р. Милетић (67.)                                          | Куп Србије                     |
| 18. март 2018.      | Београд, Србија       | 3.000     | Радник Сурдулица    | 2:0      | Јевтовић (64. пен.) Н. Г. Милетић (65.)                                     | Суперлига                      |
| 31. март 2018.      | Бачка Паланка, Србија | 2.500     | Бачка               | 2:1      | Ожеговић (4. пен.) Тавамба (78.)                                            | Суперлига                      |
| 5. април 2018.      | Београд, Србија       | 3.700     | Борац Чачак         | 5:0      | Ожеговић (9, 54. пен.) Марковић (38.) Пантић (62.) Тошић (72.)              | Суперлига                      |
| 14. април 2018.     | Београд, Србија       | 35.131    | Црвена звезда       | 1:2      | Ожеговић (90+8. пен.)                                                       | Суперлига                      |
| 18. април 2018.     | Београд, Србија       | 3.000     | Чукарички           | 2:4      | Аутогол (20.) Пантић (44.)                                                  | Куп Србије                     |
| 21. април 2018.     | Београд, Србија       | 2.500     | Чукарички           | 2:1      | Тошић (18, 81.)                                                             | Суперлига                      |
| 24. април 2018.     | Београд, Србија       | 2.000     | Раднички Ниш        | 3:1      | Ивановић (16, 44.) Тошић (57.)                                              | Суперлига                      |
| 29. април 2018.     | Нови Сад, Србија      | 4.270     | Војводина           | 1:2      | Јанковић (26.)                                                              | Суперлига                      |
| 5. мај 2018.        | Београд, Србија       | 1.500     | Напредак Крушевац   | 2:2      | Јовановић (59, 62.)                                                         | Суперлига                      |
| 9. мај 2018.        | Београд, Србија       | 15.000    | Чукарички           | 2:0      | Антонов (66.) Илић (90.)                                                    | Куп Србије                     |
| 13. мај 2018.       | Београд, Србија       | 0*        | Вождовац            | 1:2      | Јевтовић (52. пен.)                                                         | Суперлига                      |
| 17. мај 2018.       | Београд, Србија       | 2.000     | Спартак Суботица    | 2:0      | Пантић (3.) Тавамба (28.)                                                   | Суперлига                      |
| 23. мај 2018.       | Сурдулица, Србија     | 3.500     | Младост Лучани      | 2:1      | Јанковић (31.) Здјелар (62.)                                                | Куп Србије                     |

#### Пријатељске утакмице
| Датум            | Место                         | Противник         | Резултат | Стрелци за Партизан                                 |
| 18. јун 2017.    | Златибор, Србија              | Зета              | 0:1      |                                                     |
| 22. јун 2017.    | Лучани, Србија                | Младост Лучани    | 0:1      |                                                     |
| 27. јун 2017.    | Горња Радгона, Словенија      | Капфенберг        | 2:0      | Ђуричковић (56.) Ђилас (58.)                        |
| 29. јун 2017.    | Одранци, Словенија            | Копенхаген        | 3:2      | Јовановић (14, 50.) Пантић (77.)                    |
| 1. јул 2017.     | Вилдон, Аустрија              | ЦСКА Москва       | 0:3      |                                                     |
| 4. јул 2017.     | Белтинци, Словенија           | Урал              | 1:0      | Ђурђевић (88. пен.)                                 |
| 23. јануар 2018. | Београд, Србија               | Телеоптик         | 3:0      | Јовановић (17, 36.) Цуцин (61.)                     |
| 27. јануар 2018. | Пиргос, Кипар                 | Горњик Забже      | 0:0      |                                                     |
| 29. јануар 2018. | Лимасол, Кипар                | Слован Либерец    | 1:2      | Тавамба (88.)                                       |
| 1. фебруар 2018. | Ларнака, Кипар                | Ермис Арадипу     | 4:0      | Сума (19.) Ђерлек (54.) Ђилас (75.) Јовановић (90.) |
| 3. фебруар 2018. | Пиргос, Кипар                 | Теплице           | 2:0      | Ивановић (55.) Тавамба (79.)                        |
| 6. фебруар 2018. | Лимасол, Кипар                | Лијепаја          | 0:1      |                                                     |
| 8. фебруар 2018. | Ларнака, Кипар                | Шахтјор Салигорск | 2:1      | Тавамба (49.) Ђерлек (83.)                          |
| 24. март 2018.   | Бијељина, Босна и Херцеговина | Радник Бијељина   | 1:0      | Ивановић (57.)                                      |